# Bobby Lashley
Franklin Robert "Bobby" Lashley (Junction City, Kansas, 16 de julio de 1976), más conocido como Bobby Lashley o simplemente Lashley, es un luchador profesional y artista marcial mixto estadounidense que actualmente trabaja para la empresa All Elite Wrestling (AEW); anteriormente trabajaba para WWE.
Dentro de sus logros, destaca el haber sido 8 veces Campeón Mundial, dos como Campeón de la WWE, dos veces Campeón de la WWE., dos veces Campeón Mundial de la ECW, cuatro veces Campeón Mundial Peso Pesado de la TNA.tres veces Campeón de los Estados Unidos de la WWE, dos veces Campeón Intercontinental de la WWE, una vez Campeón Rey de la Montaña de la TNA, una vez Campeón de la División X de la TNA. Asimismo, fue ganador del Elimination Chamber 2006 en ECW December to Dismember y el ganador del Andre the Giant Memorial Battle 2023.
Lashley es el campeón afrodescendiente con el reinado más largo de todos los tiempos con el campeonato mundial de la WWE, con un total de 196 días en su primer reinado, superando a The Rock y Big E. Antes de esto, trabajó en la liga elite de lucha azteca, en la división de peso pesado en Bellator MMA y para la Impact Wrestling.

## Primeros años
Franklin Robert Lashley nació en Junction City, Kansas el 16 de julio de 1976. Hijo de un sargento de instrucción del ejército estadounidense, Lashley es de ascendencia panameña. Creció en un hogar monoparental con una madre que apenas hablaba inglés y luchaba por conseguir un buen trabajo. Tiene tres hermanas mayores, una de las cuales todavía está en servicio activo en la Fuerza Aérea de los Estados Unidos a partir de 2015. La familia ocasionalmente se mudó de una base militar a otra. Mientras su padre estaba estacionado en Fort Riley en Kansas, Lashley asistió a la escuela secundaria Fort Riley, donde conoció la lucha amateur en séptimo grado como una alternativa al fútbol fuera de temporada.
Más tarde se graduó de Junction City High School, donde continuó luchando. Asistió a Missouri Valley College, donde fue campeón nacional de lucha libre de la National Association of Intercollegiate Athletics (NAIA) en la categoría de 177 libras tres años consecutivamente, y se graduó en 1999 con una licenciatura en humanidades. Siguió a su padre al ejército después de la universidad, y continuó compitiendo en la lucha amateur en el Programa de atletas de clase mundial del ejército.
Durante tres años allí, Lashley ganó una medalla de oro y plata en el evento de lucha libre senior del Consejo Internacional del Deporte Militar. En 2003, mientras vivía y entrenaba en Colorado Springs con el objetivo de clasificarse para el equipo de EE. UU. para luchar en los Juegos Olímpicos de Atenas 2004, Lashley fue testigo de un robo a un banco y se vio obligado a zambullirse para ponerse a cubierto para evitar los disparos; esto resultó en una lesión en la rodilla que requirió cirugía, poniendo fin a su carrera amateur.

## Carrera como luchador profesional

### World Wrestling Entertainment (2004-2008)

#### 2005-2006
Antes de hacer su debut televisivo en la WWE, Lashley luchó en el territorio en desarrollo Ohio Valley Wrestling (OVW), donde luchó bajo el nombre de Blaster Lashley junto a Mike Mondo y Ken Doane.
A mediados de 2005 empezó a luchar en Dark Matches de RAW y Smackdown!. El 23 de septiembre debutó en SmackDown! como face bajo el nombre de Bobby Lashley, siendo introducido como tres veces campeón de la National Amateur Wrestling, cuatro veces Campeón All–American, dos veces campeón de las Fuerzas Amadas y medalla de plata en el 2002 en el Military World Championship. En su primera lucha derrotó a Simon Dean, empezando un feudo con él que culminaría en No Mercy, donde Lashley derrotó a Dean de nuevo. Lashley entonces empezó una racha de victorias contra luchadores de SmackDown! y Raw. En Survivor Series luchó en el Team SmackDown junto a Batista, Rey Mysterio, JBL y Randy Orton, enfrentándose al Team RAW (Shawn Michaels, Kane, The Big Show, Carlito y Chris Masters), siendo Lashley el primer eliminado después de una "Chokeslam" de Kane, pero ganó el Team SmackDown. Luego empezó un feudo con William Regal y su protegido Paul Burchill luego de que les derrotara en varias ocasiones en SmackDown! en luchas individuales por lo que se enfrentaron en Armageddon en un Handicap Match ganando Lashley.
Participó en Royal Rumble, donde eliminó a Sylvan, pero fue eliminado por los entonces Campeones Mundiales en Parejas de la WWE Kane & Big Show. Tras esto, empezó un feudo con JBL, enfrentándose en No Way Out, donde Lashley perdió debido a una interferencia de Finlay. Durante febrero y marzo, tuvo un feudo con Finlay, enfrentándose en varias luchas.

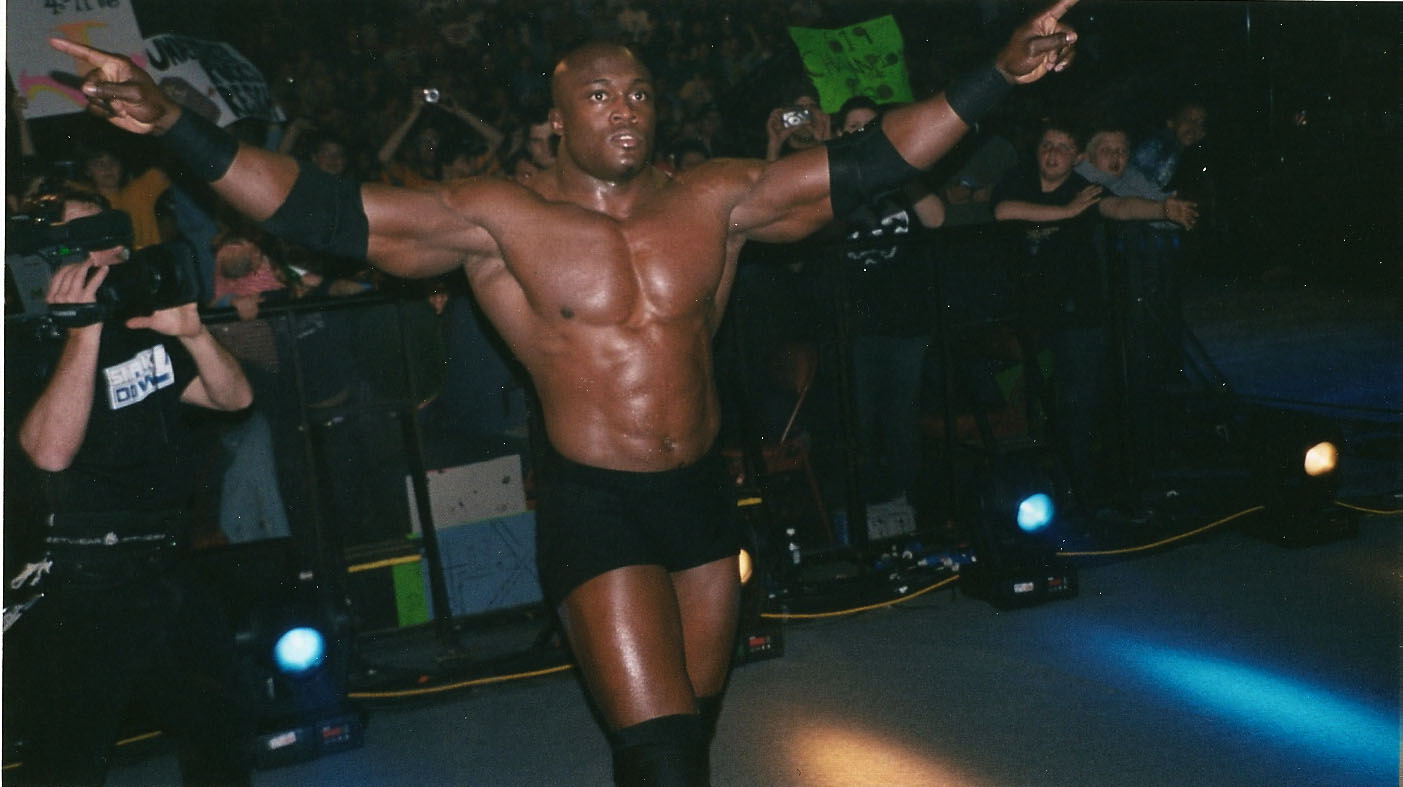
Lashley haciendo su entrada en un evento de SmackDown.

En WrestleMania 22 participó en el Money in the Bank match contra Rob Van Dam, Ric Flair, Matt Hardy, Shelton Benjamin y Finlay, ganando Van Dam la lucha. Después participó en el torneo del King of the Ring, donde derrotó a Mark Henry y Finlay, pero fue derrotado en la final, en Judgment Day por Booker T con ayuda de Finlay. Por esto, empezó un feudo con Booker y con su equipo King Booker's Court (Queen Sharmell, Finlay & William Regal). En la edición siguiente de SmackDown! Lashley fue anunciado por el entonces Campeón Mundial Rey Mysterio como el contendiente #1 al Campeonato de los Estados Unidos de JBL, ganando el campeonato en poco tiempo, pero lo perdió ante Finlay dos meses después. Lashley se alió con Batista contra the Court. En No Mercy se enfrentó con el Campeonato Mundial Peso Pesado de la WWE de Booker en juego contra Batista, King Booker y Finlay, reteniendo Booker.
El 14 de noviembre de 2006 fue trasladado a la ECW, haciendo su debut ese mismo día atacando a Hardcore Holly y firmando un contrato convirtiéndose en el último clasificado a la Extreme Elimination Chamber por el Campeonato Mundial de la ECW en December to Dismember. En Survivor Series, el Team Cena (John Cena, Kane, Lashley, Sabu & Rob Van Dam) derrotó al Team Big Show (The Big Show, Test, Montel Vontavious Porter, Finlay & Umaga), comenzando un feudo con Show. En December to Dismember, Lashley luchó en la Extreme Elimination Chamber por el Campeonato Mundial de la ECW contra Test, Rob Van Dam, Hardcore Holly, CM Punk y el campeón The Big Show. En el evento, eliminó a Test y a Show, ganando el campeón Mundial de la ECW, siendo el primer afroamericano que consigue el título de la ECW. El 6 de diciembre, Lashley defendió con éxito el Campeonato Mundial de la ECW frente a The Big Show.

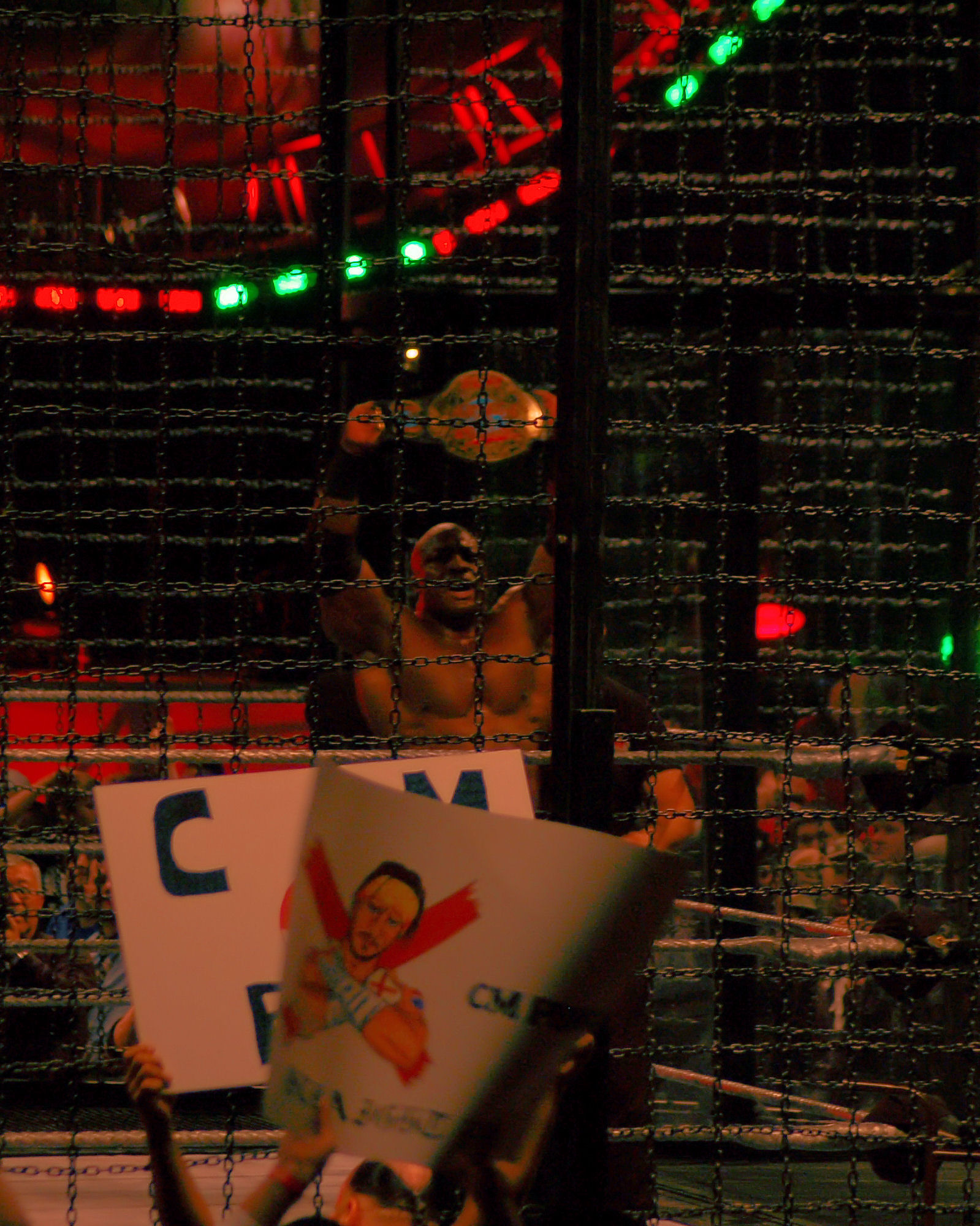
Lashley como Campeón de la ECW tras ganar en December to Dismember.

#### 2007-2008
Tras ganar el título entró en una fuerte rivalidad con Test, quien era el aspirante N.º 1 al Título Mundial de la ECW. En un episodio de ECW On Sci Fi hubo una Triple Amenaza entre Test, Lashley y Rob Van Dam con el título en juego, ganando Lashley. La oportunidad de Test por el Campeonato Mundial de la ECW llegó en Royal Rumble 2007, combate el cual ganó Lashley porque Test abandonó el ring. Un mes después, en No Way Out lo retuvo ante Mr. Kennedy y en varios eventos ante Van Dam, Kenny Dysktra, Kennedy y Hardcore Holly. El 19 de marzo de 2007 fue el primer luchador en liberarse del "Masterlock" de Chris Masters.
En WrestleMania 23 fue el representante de Donald Trump en la "Battle of the Billionaires", enfrentándose al representante de Vince McMahon, Umaga. En el evento, Lashley derrotó a Umaga con Steve Austin de árbitro especial por lo que Vince McMahon tuvo que ser rapado, entrando por esto en un feudo con Vince McMahon, Umaga y Shane McMahon, perdiendo el título a favor de Vince en Backlash en un Handicap Match frente a Vince, Umaga y Shane McMahon. Sin embargo, tuvo su revancha en Judgment Day, donde Lashley se enfrentó a Vince, Shane y Umaga, pero debido a que Lashley cubrió a Shane, Vince McMahon retuvo el título al no ser él el que recibió la cuenta. En One Night Stand, Lashley derrotó a Vince McMahon en un Street Fight Match, ganando el título de nuevo, siendo el primer luchador en la WWE que ganaba ambas veces el título.
Tras esto, fue traspasado a RAW debido al Draft, tras ganarle a Chris Benoit. Debido a esto, Lashley fue forzado a dejar vacante el Campeonato de la ECW, ya que este solo podía ser defendido en la marca ECW. Al llegar a RAW empezó un feudo con el Campeón de la WWE John Cena, enfrentándose en Vengeance a Cena, Mick Foley, King Booker y Randy Orton por el Campeonato de la WWE, reteniendo Cena. En The Great American Bash se enfrentó a Cena, reteniendo de nuevo el campeonato Cena. En el siguiente Raw, se lesionó durante una lucha con Mr. Kennedy. A principios de 2008 pidió el despido a la WWE.

### Asistencia Asesoría y Administración (2008)
Después de dejar la WWE, Bobby Lashley luchó en la Asistencia Asesoría y Administración (AAA) en el evento Triplemanía XVI, derrotando junto a Kenzo Suzuki y Electroshock a Chessman, Silver King y La Parka, Jr.

### Total Nonstop Action Wrestling (2009-2010, 2014-2017)

#### 2009–2010

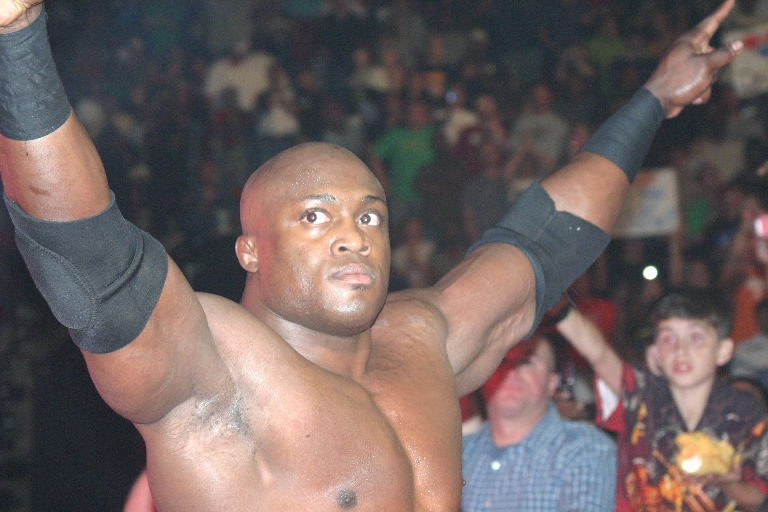
Lashley haciendo su entrada en un evento de la ECW.

Lashley apareció en el evento de la Total Nonstop Action Wrestling (TNA) el 19 de abril de 2009, en el evento Lockdown, haciendo una aparición tras el Lethal Lockdown que enfrentaba al Team Jarret (Jeff Jarret, A.J. Styles, Samoa Joe y Christopher Daniels) contra el Team Angle (Kurt Angle, Booker T, Scott Steiner y Kevin Nash). Sin embargo, su fichaje por la compañía no se hizo oficial hasta julio, puesto que se centró en acabar combates pendientes en MMA. Hizo su regreso el 23 de julio tras ayudar a Mick Foley de un ataque de The Main Event Mafia. En No Surrender derrotó a Rhino.
Tras esto, empezó un feudo con Samoa Joe después de interferir en una lucha suya contra Amazing Red y costarle su Campeonato de la División X de la TNA, derrotándole en Bound for Glory. Tras esto, empezó un feudo con el miembro de The Main Event Mafia Scott Steiner en el que estuvo involucrada su esposa Krystal. Lashley fue derrotado por Steiner en Turning Point. Sin embargo, en Final Resolution, Lashley derrotó a Steiner en un Last Man Standing Match. Sin embargo, el 10 de febrero de 2010 fue despedido de la TNA junto a su esposa por querer compatibilizar su carrera en la lucha libre profesional y en las artes marciales mixtas.

#### 2014
Lashley hizo su regreso a la lucha libre en TNA el 9 de marzo de 2014 en Lockdown en respuesta al reto abierto de Ethan Carter III después de que su oponente programado (Kurt Angle) no pudiera luchar debido a una lesión. En el episodio del 20 de marzo de Impact Wrestling, Lashley y Carter tuvieron una revancha que una vez más terminó sin resultado después de una interferencia de Willow atacando a Carter.
En el episodio del 15 de mayo de Impact Wrestling, Lashley hizo su regreso una vez más para ayudar a Eric Young, pero en lugar de eso atacó a Young y se alió con MVP y Kenny King, convirtiéndose en heel. Pronto después de tener su nombre en el ring acortado a simplemente Lashley, derrotó a Eric Young en el episodio del 19 de junio de Impact Wrestling para ganar el Campeonato Mundial Peso Pesado de la TNA, su primer título en la TNA, así como su tercer reinado como campeón mundial. Defendió el título el 20 de junio de 2014 (emitido el 3 de julio) contra Young. El 25 de junio (emitido el 17 de julio) Lashley defendió el título contra Jeff Hardy. En Impact Wrestling: Destination X el 26 de junio (emitido el 31 de julio) Lashley defendió el título contra Austin Aries, quien había dejado vacante el Campeonato de la División X por un oportunidad por el título. El 18 de septiembre de 2014, en las grabaciones de la edición del 28 de octubre de Impact Wrestling, Lashley perdió el Campeonato Mundial Peso Pesado ante Bobby Roode.

#### 2015-2018

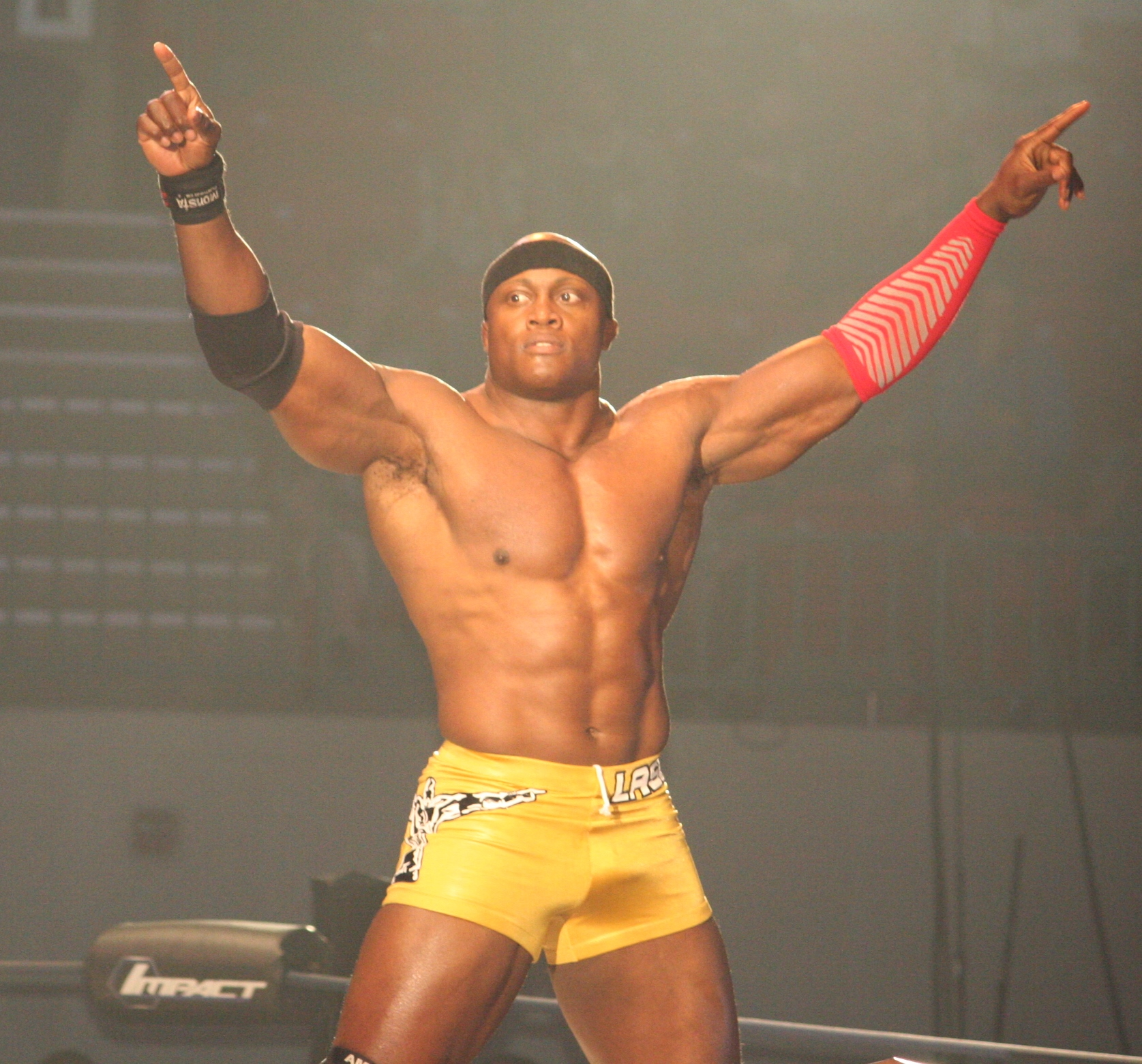
Lashley en octubre de 2015

Lashley recuperó el campeonato el 7 de enero de 2015, gracias a que Eric Young traicionó a Roode. En las grabaciones de la noche siguiente del episodio de 16 de enero de Impact Wrestling, Lashley se negó a ser parte del nuevo grupo de MVP, King y Young, Beat Down Clan, pero fue atacado por los otros miembros, con MVP diciendo que el título le pertenece al BDC. Esto convirtió a Lashley en face en el proceso.
El 20 de marzo de 2015 en un episodio de Impact Wrestling Lashley perdió el Campeonato Mundial Peso Pesado de TNA ante Kurt Angle. El 20 de marzo de 2015 en un episodio de Impact Wrestling, Lashley recibió otra oportunidad por el título contra Kurt Angle, pero perdió de nuevo. El 10 de abril en un episodio de Impact Wrestling , Lashley enfrentó Eric Young y al campeón Kurt Angle en una lucha a 3 bandas para el título con retención de Angle. El 15 de mayo en un episodio de Impact Wrestling, Team Angle (Lashley, Miqueas, Chris Melendez, Drew Galloway, y Kurt Angle) enfrentaron al Team Young (Eric Young, Kenny King, MVP, Bram, y Low --Ki ) en un hardcore match pero perdió la pelea. En el episodio del 3 de junio de Impact Wrestling, Lashley venció a Eric Young después de que Chris Melendez distrajera a Young.
El 12 de junio en el evento Slammiversary 2016 Lashley venció a Drew Galloway en un KO/Submission match en la cual después de una larga lucha Lashley dejó KO a Galloway luego de aplicarle un Side Triangle Choke y así convertirse en el nuevo Campeón Mundial de TNA.

### Regreso a la WWE (2018-2024)

#### 2018

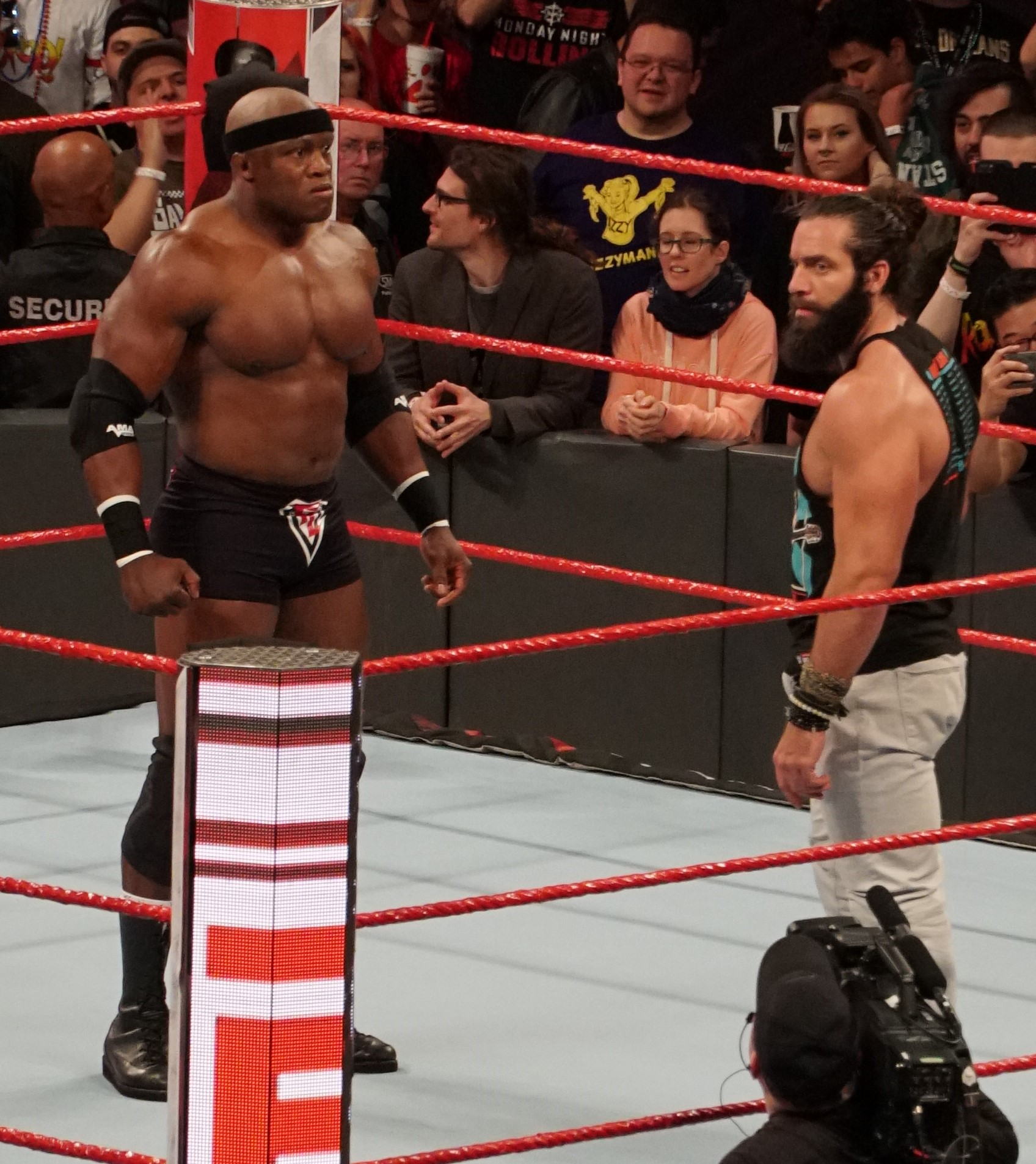
Lashley hizo su regreso a la WWE al interrumpir a Elias.

El 9 de abril en Raw tras 10 años de ausencia, hizo su regreso donde interfirió la presentación de Elias y respondió al ataque de este. En Greatest Royal Rumble, participó en el Royal Rumble Match donde entró como el #44 y eliminó a The Great Khali y a Elias pero fue eliminado por Braun Strowman. Durante las siguientes semanas, tuvo diversas luchas en compañía de otros luchadores como Finn Balor, Seth Rollins, Bobby Roode, Roman Reigns y Braun Strowman. En Backlash, Lashley y Strowman derrotaron a Sami Zayn y Kevin Owens. Tras esto, Lashley comenzó una rivalidad con Zayn. El 14 de mayo en Raw, Lashley participó de un Triple Threat Match para la clasificatoria del Money in the Bank Ladder Match frente a Elias y Kevin Owens pero no logró ganar debido a la interferencia de Zayn. En Money in the Bank, derrotó a Zayn, terminando así su rivalidad. En ruta a Extreme Rules, se anunció una lucha para definir al próximo retador al Campeonato Universal de la WWE ante Brock Lesnar siendo Lashley y Reigns los primeros confirmados. El 25 de junio en Raw, Kurt Angle anunció la cancelación de dicho encuentro debido a la posición contractual de Lesnar en WWE lo que generó una dura rivalidad entre el Lashley y Reigns. El 9 de julio en Raw, Lashley y Reigns tuvieron un careo que terminó en un ataque mutuo entre ambos, al punto en que el roster de Raw intervino para detenerlos.
El lunes 8 de octubre Lashley tuvo un combate contra Kevin Owens con Lio Rush como mánager al final con interferencia de Rush cambio a heel al atacar a Kevin Owens contra el poste del cuadrilátero.
En Survivor Series, que ganó Team Raw, Lashley estaba entre los únicos sobrevivientes junto con Drew McIntyre y Braun Strowman después de que Strowman cubriera a Shane McMahon, del Equipo SmackDown. Después, volvió a pelearse con Elias, quien desde entonces se había convertido en un favorito de los fanáticos. Esto incluyó un partido de escalera con una guitarra colgada sobre el ring en TLC: Tablas, escaleras y sillas que Lashley perdió, pero después del partido usó la guitarra de Elias. Esto provocó un milagro en el combate de la calle 34 entre los dos en los que Lashley fue derrotado.

#### 2019
Siguiendo su enemistad con Elias , Lashley comenzó a pelearse con Seth Rollins . El 6 de enero de 2019, durante un evento en vivo, anunció que participará oficialmente en el Royal Rumble Match por primera vez desde 2006 . El 7 de enero de 2019 episodio de Raw , Lashley comenzó el show peleando con Rollins, antes de reaparecer al final de la noche para costarle a Rollins su revancha del Campeonato Intercontinental contra Dean Ambrose . Después del partido, Lashley golpeó a Rollins a través de una mesa. La semana siguiente en Raw , Lashley ganó el Campeonato Intercontinental, por primera vez en su carrera, de Ambrose en una Triple Threat Match que también involucró a Rollins, estableciendo su primer reinado en el título en WWE desde junio de 2007. Comenzó un feudo contra Finn Balor por el Campeonato Intercontinental. En Elimination Chamber, junto a Lio Rush se enfrentaron a Finn Balor en un Handicap Match por el Campeonato Intercontinental, sin embargo Balor cubrió a Rush perdiendo así el título, después del combate atacó a Rush. En medio de su feudo con Balor, junto a Baron Corbin & Drew McIntyre comenzaron un feudo contra The Shield(Roman Reings, Seth Rollins & Dean Ambrose), por el regreso de Roman Reings y la reunión de The Shield. En Fastlane junto a Baron Corbin & Drew McIntyre fueron derrotados por The Shield(Roman Reings, Seth Rollins & Dean Ambrose). Al siguiente día en Raw, derrotó a Finn Balor y ganó el Campeonato Intercontinental por 2.ª vez, volviendo a su feudo con Balor por el título. En Wrestlemania 35, fue derrotado por "The Demon King" Finn Balor perdiendo el Campeonato Intercontinental, terminando así el feudo. 
Regreso en octubre siendo el amante de Lana esposa de Rusev, comenzando un feudo con Rusev, enfrentándose en T.L.C en un Tables Match, ganando Lashley, posteriormente Liv Morgan quien hacia su regreso, se unió al feudo, en el Raw junto a Lana derrotaron a Rusev & Liv Morgan en un Mixed Tag Team Match, terminando el feudo.

#### 2020
En el Raw del 3 de febrero se enfrentó al Campeón en Parejas de Raw Seth Rollins y Ricochet en una Triple Threat Match para ser el contendiente #1 al Campeonato de la WWE de Brock Lesnar en Super Show Down, sin embargo ganó Ricochet, y la siguiente semana en Raw fue derrotado por Ricochet.
En WrestleMania 36, se enfrentó a Aleister Black, sin embargo perdió. En el Raw del 4 mayo, participó en The Last Chance Gauntlet Match enfrentándose a Titus O'Neil, Akira Tozawa, Shelton Benjamin, Humberto Carrillo, Angel Garza, Austin Theory y a A.J. Styles para reemplazar a Apollo Crews en el Money In The Bank Ladder Match en Money In the Bank, entrando de #1, eliminó a O'Neil y a Tozawa, sin embargo fue eliminado por Carrillo, después de ser eliminado lo atacó. En Money In The Bank reemplazó a M.V.P en su combate contra R-Truth y derrotando a Truth en el proceso. Al siguiente día en Raw, derrotó a Humberto Carrillo en un No Disqualafication Match.
En Payback, derrotó a Apollo Crews ganando el Campeonato de los Estados Unidos de la WWE por segunda vez. En Clash Of Champions, derrotó a Apollo Crews reteniendo el Campeonato de los Estados Unidos de la WWE. En Hell In A Cell, derrotó a SLAPJACK reteniendo el Campeonato de los Estados Unidos de la WWE, después del combate, fue atacado por RETRIBUTION(Mustafa Ali, T-Bone & Mace). En el Raw del 9 de noviembre, derrotó a Titus O'Neil y retuvo el Campeonato de los Estados Unidos de la WWE. En Survivor Series, representando a Raw, derrotó al Campeón Intercontinental de la WWE Sami Zayn en un Champions vs. Champions Match. En el Raw del 28 de diciembre, junto a M.V.P, Cedric Alexander & Shelton Benjamin derrotaron a Jeff Hardy, Riddle & The New Day(Kofi Kingston & Xavier Woods).

#### 2021
En el Raw Legends Night del 4 de enero, fue derrotado por Riddle en un combate no titular, la siguiente semana en Raw, derrotó a Riddle y retuvo el Campeonato de los Estados Unidos de la WWE, más tarde esa noche, durante el combate de M.V.P contra Riddle, atacó a Riddle con un "Spear", causando que M.V.P perdiera por descalificación, la siguiente semana en Raw, junto a Cedric Alexander & Shelton Benjamin derrotaron a Riddle & Lucha House Party(Gran Metalik & Lince Dorado), la siguiente semana en Raw, después de que sus compañeros de The Hurt Business(M.V.P, Cedric Alexander & Shelton Benjamin) perdieran ante Riddle en un Gauntlet Match, en el que sí Riddle ganaba, se convertiría en el contendiente #1 al Campeonato de los Estados Unidos de la WWE, Lashley atacó a Riddle con un "Full Nelson". En Royal Rumble, participó en el Men's Royal Rumble Match, entrando de #22, eliminando a Dominik Mysterio, Damian Priest y junto a Big E eliminó a The Hurricane, sin embargo fue eliminado por Christian, Big E, Daniel Bryan & Riddle, durando 4 minutos y 3 segundos. A la noche siguiente en Raw, fue derrotado por Riddle por descalificación, debido a que no lo soltó de su "Full Nelson", como consecuencia retuvo el Campeonato de los Estados Unidos de la WWE, la siguiente semana en Raw, después del combate entre Keith Lee contra Riddle, atacó a Lee y a Riddle, posteriormente se anunció que se enfrentaría a Keith Lee y a Riddle en una Triple Threat Match por el Campeonato de los Estados Unidos de la WWE en Elimination Chamber. En Elimination Chamber, se enfrentó a Riddle y a John Morrison en una Triple Threat Match por su Campeonato de los Estados Unidos de la WWE, sin embargo perdió, terminando con un reinado de 176 días, pero más tarde esa misma noche, atacaría al Campeón de la WWE Drew McIntyre para que The Miz canjeará su maletín de Money In The Bank como parte de un negocio. A la noche siguiente en Raw, como parte del trato, tendría una oportunidad al Campeonato de la WWE de The Miz, sin embargo Shane McMahon pactó un combate contra Braun Strowman para esa misma noche, en la que sí Strowman ganaba, sería añadido al combate entre The Miz contra Lashley convirtiéndose en una Triple Threat Match por el Campeonato de la WWE para la siguiente semana en Raw, al terminar el segmento, atacó a Strowman, más tarde esa misma noche, derrotó a Braun Strowman, manteniéndose como contendiente #1 al Campeonato de la WWE de The Miz, después del combate, The Miz quiso atacarlo pero lo contraatacó.
Durante el episodio de Raw, del 1 de marzo del 2021, vence al campeón reinante The Miz con una "Full Nelson", para proclamarse por primera vez en el Campeón de la WWE, tras la orden de Shane McMahon de que The Miz defienda el título en una lucha de leñadores (Lumberjack Match). En WrestleMania 37, derrotó a Drew McIntyre noqueandolo con el "Hurt Lock" y retuvo el Campeonato de la WWE. En el Raw siguiente, Drew McIntyre pediría su revancha contra Lashley, pero Braun Strowman interferiría y así pactándose una Triple Threat Match en Backlash, donde Lashley retuvo nuevamente su título. En el episodio del 7 de junio, McIntyre y Lashley firmaron el contrato por el WWE Championship en Hell in a Cell en el cual se pusieron dos estipulaciones: la primera que el combate sea un Last Chance Hell In A Cell Match para evitar las interferencias externas y la segunda que sí McIntyre perdía dicho combate, no podía hacer revancha por el campeonato mientras Lashley sea campeón. En Hell in a Cell, Lashley venció a McIntyre dentro de la celda infernal gracias a una interferencia de MVP, reteniendo su campeonato.
En el episodio del 19 de julio de Raw, Goldberg regresaría para desafiar a Lashley por el Campeonato de la WWE para SummerSlam. Lashley se negó al principio, pero en el episodio del 2 de agosto de Raw, se retractó y aceptó el desafío de Goldberg. En el evento, Lashley retuvo el campeonato debido a la detención del árbitro después de que Goldberg ya no pudiera continuar por una lesión. En el episodio del 13 de septiembre de Raw, después de defender con éxito el título contra Randy Orton, lo perdió instantes después ante Big E, quien cobró su maletín Money in the Bank, terminando su reinado de 196 días. En Extreme Rules, Lashley formó equipo con AJ Styles y Omos para enfrentar a The New Day en un esfuerzo fallido. La noche siguiente en Raw, enfrentó a Big E en una revancha por el Campeonato de la WWE, pero esta concluyó en descalificación después de que Benjamin y Alexander ayudaran a Lashley a luchar contra The New Day, aparentemente reuniendo a The Hurt Business. En el episodio del 4 de octubre de Raw, Lashley reanudó su rivalidad con Goldberg desafiándolo a un combate No Holds Barred Falls Count Anywhere Match en Crown Jewel. En Crown Jewel, fue derrotado por Goldberg para poner fin a su enemistad. En el episodio del 8 de noviembre de Raw, se clasificó al Team Raw para Survivor Series al vencer Dominik Mysterio. En Survivor Series, fue eliminado por cuenta fuera al disputar una pelea con McIntyre; aun así el Team Raw derrotó al Team SmackDown con Seth Rollins como el único sobreviviente.

#### 2022
Iniciando el año en Day 1, fracasó en su intento de recuperar el campeonato luego de que Brock Lesnar se llevara la victoria en un combate que también involucraba a Big E, Seth Rollins y Kevin Owens. Afortunadamente, pudo derrotar a Owens, Rollins y Big E para ser el retador #1 al título de Lesnar, iniciando una breve rivalidad con este. En Royal Rumble, Lashley finalmente derrotó a Lesnar para consagrarse por segunda ocasión como Campeón de la WWE. Sin embargo, perdió el campeonato en Elimination Chamber a manos del propio Lesnar en un Elimination Chamber Match, donde tuvo que ser retirado del combate debido a sufrir los efectos de una conmoción cerebral después que Rollins lanzara a Austin Theory al interior de la cámara donde Lashley se encontraba. Este incidente causó que se suspendiera su rivalidad en el proceso ya que una semana después, estuvo programado para enfrentarse ante Lesnar en el Madison Square Garden el 4 de marzo, pero no tuvo la autorización médica para competir y fue reemplazado por Theory, quien fue derrotado rápidamente por su rival. Tras esto, se rumoreó que por una posible lesión de hombro (la cual requería cirugía) estaría fuera de acción por cuatro meses, pero debido a esto se mantuvo reposando lo que restaba del mes de marzo. Finalmente en el episodio del 28 de marzo, Lashley hizo su regreso sorpresivo para confrontar a Omos y respondió el reto que este hizo para determinar quien se enfrentaría contra él en WrestleMania 38. Luego de un cruce de miradas, Lashley sacó a Omos tras aplicar un tackle para indicar que estaba preparado para enfrentarse ante él en una lucha individual, tomando actitudes de face en el proceso. En WrestleMania, Lashley derrotó a Omos, destronando el invicto de este en combates individuales. Sin embargo, en el siguiente Raw, fue traicionado por MVP, quien alegó que Lashley había olvidado quien revivió su carrera como luchador y estaba cansado de su orgullo, siendo atacado después por Omos, el nuevo discípulo de MVP. La semana siguiente, después de que MVP explicara sus acciones, Lashley lo confrontaría por su nueva alianza con Omos, cambiando a face por segunda vez desde octubre de 2018. Tras esto, Lashley retó a Omos a un Arm-Wrestling Contest para la próxima semana, el cual terminó con victoria suya pero Omos lo atacó una vez más. En WrestleMania Backlash, Lashley fue derrotado por Omos, marcando su primera derrota luego de no recibir el pinfall durante ocho meses. La noche posterior al evento, Lashley arruinó la celebración de la victoria de Omos y lo retó a una Steel Cage match para la próxima semana y como forma de respuesta, atacó a los guardias y a Cedric Alexander, quien quedó inconsciente con el Hurt Lock. Una semana después, Lashley ganó el combate cuando Omos procedió a lanzarlo mediante un Gorilla Press-Slam hacia el lado izquierdo de la jaula, haciendo que esta se desprendiera, por lo que se levantó y tocó el piso con los pies. Más tarde tras bastidores, Lashley retaría a Omos y MVP a un All-Mighty Challenge para la próxima semana. En el episodio del 23 de mayo, Lashley retó a MVP a una lucha individual con la condición de que el ganador del combate escogería una estipulación en Hell in a Cell, donde Lashley fue derrotado por conteo de 10, lo que hizo que Omos tendrá la oportunidad de escoger una estipulación en la lucha pactada para el evento. En el episodio del 30 de mayo, la lucha fue escogida como un Handicap 2-on-1 match en la cual incluyó a MVP. Finalmente, cinco noches después y gracias a una interferencia de Cedric Alexander, Lashley derrotó a Omos y MVP cuando obligó a este último a rendirse con el Hurt Lock para ponerle fin a su enemistad.
Lashley luego comenzó un feudo con Theory en torno al Campeonato de los Estados Unidos, que culminó en un combate entre los dos en Money in the Bank el 2 de julio, donde Lashley derrotó a Theory consagrarse tercera ocasión en Campeón de los Estados Unidos. En el siguiente episodio de Raw, Theory anunció que se le concedió una revancha contra Lashley por el título en SummerSlam. Lashley posteriormente derrotó a Theory una vez más en SummerSlam el 30 de julio para retener el título. Durante las siguientes semanas, Lashley defendió con éxito el campeonato contra Tommaso Ciampa, AJ Styles, The Miz en un Steel Cage match, y Seth Rollins. En el episodio del 10 de octubre de Raw, Lashley perdió el Campeonato de los Estados Unidos ante Rollins en una revancha después de ser atacado por un Brock Lesnar que regresaba antes del combate, poniendo fin a su tercer reinado a los 100 días. En Crown Jewel el 5 de noviembre, Lashley fue derrotado por Lesnar; aunque luego atacó brutalmente a Lesnar. Dos noches después en Raw, respondió al desafío abierto de Rollins por el Campeonato de los Estados Unidos, pero procedió a atacarlo antes de que comenzara la lucha. Después de que Austin Theory cobró su contrato de Money in the Bank en Rollins, Lashley interfirió, lo que le permitió a este último retener el título. En Survivor Series WarGames el 26 de noviembre, Lashley no pudo recuperar el título de manos de Rollins en un combate de triple amenaza, ya que Theory fue el vencedor. En el episodio del 12 de diciembre de Raw, Lashley fue derrotado por Rollins en un combate que determinó al contendiente #1 al Campeonato de Estados Unidos de Theory. Desde de ese combate, Lashley fue suspendido por el oficial de la WWE Adam Pearce por haberlo agredido previamente. Al día siguiente, Pearce publicó un vídeo en su cuenta de Twitter de una declaración, donde rescindió oficialmente el despido de Lashley y dijo que, en cambio, realizarán una reunión para discutir sus próximos pasos.

#### 2023-2024
Lashley hizo su regreso en el episodio del 9 de enero de 2023 de Raw y procedió a ganar un combate de eliminación la semana siguiente para ganar una oportunidad de enfrentar a Austin Theory por el Campeonato de los Estados Unidos contra Theory. La lucha, que fue un No Disqualification match, se efectuó en el especial del 30° aniversario de Raw, en la que no pudo conseguir el título debido a una interferencia de Brock Lesnar, que aplicó un F-5 a Theory y este cayó encima de Lashley para hacer el pinfall. En Royal Rumble, Lashley fue uno de los 30 participantes en la batalla real varonil ingresando en el número 13; pudo desquitarse con Lesnar eliminándole de la lucha, pero luego sería eliminado por Seth Rollins. En Elimination Chamber, se enfrentó a Lesnar en un nuevo combate, que ganó por descalificación al recibir un golpe bajo de parte de Lesnar. En el SmackDown WrestleMania Edition, ganó el André the Giant Memorial Battle Royal, eliminando a Top Dolla, Ashante Adonis, Dolph Ziggler, Johnny Gargano, Karrion Kross y por último a Bronson Reed.
Como parte del Draft, Lashley fue seleccionado para la marca SmackDown tras 5 años compitiendo en Raw. Más adelante en Backlash, se enfrentó a Theory y Bronson por el Campeonato de los Estados Unidos en la línea, combate que no logró ganar llevándose Theory la victoria.
La última aparición de Lashley en la programación de WWE fue durante la edición del 3 de mayo de SmackDown!, donde se enfrentó a Carmelo Hayes tras bastidores. Su último combate fue en un house show el 5 de mayo, donde derrotó a Santos Escobar. El 16 de agosto de 2024, el contrato de Lashley expiró y fue trasladado a la sección de exalumnos del sitio web de la empresa, poniendo fin oficialmente a su segundo etapa con esta.  

### All Elite Wrestling (2024-presente)
Lashley hizo su debut en All Elite Wrestling (AEW) en Fright Night Dynamite el 30 de octubre de 2024, donde atacó a Swerve Strickland y se reunió con los exmiembros de Hurt Business MVP y Shelton Benjamin, quienes reformaron el grupo bajo el nuevo nombre de "The Hurt Syndicate".

## Carrera como artista marcial mixto

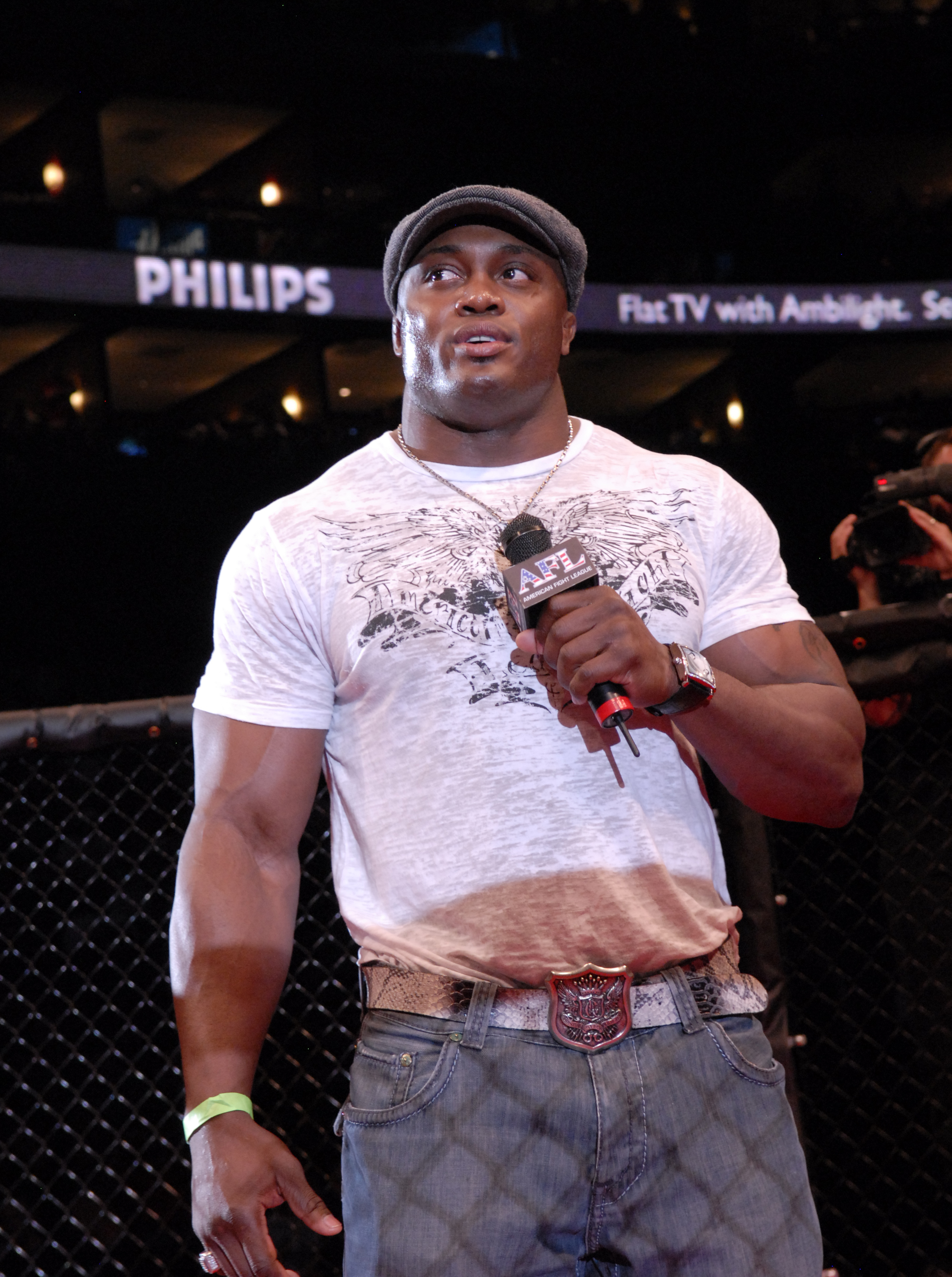
Lashley en un evento de la promoción American Fight League en 2008.

Lashley hizo su debut como luchador de artes marciales mixtas el 13 de diciembre de 2008 durante el evento de la Mixed Fighting Alliance There Will Be Blood, donde consiguió su primera victoria tras derrotar al luchador Joshua Franklin en 105 segundos de la primera ronda. Su siguiente pelea fue 21 de marzo de 2009 frente a Jason Guida, al cual derrotó por decisión unánime. Originalmente, Lashley se iba a enfrentar a Ken Shamrock, pero este dio positivo en esteroides. Tras esto, Lashley firmó un contrato con la Maximum Fighting Championship e hizo su debut el 15 de mayo frente a Mike Cook, quien hizo su entrada al ring con una máscara de Rey Mysterio. Lashley consideró esto como un insulto, y en 24 segundos, Lashley consiguió que su oponente se rindiera con un "Guillotine Choke".
El 27 de junio de 2009, en el evento PFP: Ultimate Chaos, Lashley derrotó a Bob Sapp por sumisión en la primera ronda. Tras esto, el 30 de enero de 2010, derrotó a Wes Sims por nocaut técnico en su debut en Strikeforce, manteniendo su invicto de 5-0.
Lashley se esperaba que lucha el 17 de abril de 2010 a las Strikeforce: Nashville, como la promoción ya ha presentado un oponente de Lashley y se espera la aprobación de la Comisión Atlética de Tennessee. De acuerdo con Strikeforce CEO Scott Coker, el combate sería probablemente el combate cuarto en la parte de CBS televisión del evento. El 5 de abril, Lashley confirmó que no van a aparecer en la tarjeta ya que los funcionarios Strikeforce no podía garantizar una aparición en la porción televisada de la tarjeta por falta de tiempo. Bobby se configura para que aparezca en Strikeforce: Los Ángeles en junio de la lucha contra Ron Sparks Sin embargo, sufrió una lesión en la rodilla y no competirá. Sin embargo, el 21 de agosto de 2010, Lashley perdió su invicto al perder en su debut en StrikeForce Houston ante Chad Griggs.
Después tuvo dos peleas más en 2011 las cual las dos ganó una por decisión y otra por submission, pero después perdió contra James Thompson vía decisión, teniendo así otra su segunda derrota, después de ganar 3 peleas más en el 2013 obtuvo un contrato con Bellator MMA en 2014, que tuvo su debut en Bellator 123 contra Josh Burns en el cual le ganó por submission en el segundo round, después peleo en Bellator 130 contra Karl Etherington la pelea solo duró 1:31 en el cual Lashley hizo que su oponente se rindiera con golpes, quitándole el invicto a Etherington.
Lashley iba a tener su tercera lucha en Bellator ante James Thompson pero se lesionó de la muñeca debido a su trabajo en Total Nonstop Action Wrestling.

### Récord en artes marciales mixtas
| Récord profesional | Récord profesional | Récord profesional |
| 17 peleas          | 15 victorias       | 2 derrotas         |
| ------------------ | ------------------ | ------------------ |
| Nocaut             | 6                  | 1                  |
| Sumisión           | 6                  | 0                  |
| Decisión           | 3                  | 1                  |

| Resultado | Récord | Oponente         | Método                              | Evento                                     | Fecha                   | Ronda | Tiempo | Localización            | Notas                                          |
| --------- | ------ | ---------------- | ----------------------------------- | ------------------------------------------ | ----------------------- | ----- | ------ | ----------------------- | ---------------------------------------------- |
| Victoria  | 15-2   | Josh Appelt      | Sumisión (rear-naked choke)         | Bellator 162                               | 21 de octubre de 2016   | 2     | 1:43   | Memphis, Tennessee      |                                                |
| Victoria  | 14–2   | James Thompson   | TKO (golpes)                        | Bellator 145                               | 6 de noviembre de 2015  | 1     | 0:54   | San Luis, Misuri        |                                                |
| Victoria  | 13–2   | Dan Charles      | TKO (golpes)                        | Bellator 138                               | 19 de junio de 2015     | 2     | 4:14   | San Luis, Misuri        |                                                |
| Victoria  | 12–2   | Karl Etherington | Sumisión (golpes)                   | Bellator 130                               | 24 de octubre de 2014   | 1     | 1:31   | Mulvane, Kansas         |                                                |
| Victoria  | 11–2   | Josh Burns       | Sumisión (rear-naked choke)         | Bellator 123                               | 5 de septiembre de 2014 | 2     | 3:54   | Uncasville, Connecticut |                                                |
| Victoria  | 10–2   | Tony Melton      | Decisión (unánime)                  | Xtreme Fight Night 15                      | 8 de noviembre de 2013  | 5     | 5:00   | Catoosa, Oklahoma       | Ganó el Campeonato Peso Pesado de XFN          |
| Victoria  | 9–2    | Matt Larson      | Sumisión (rear-naked choke)         | GWC: The British Invasion: U.S. vs. U.K.   | 29 de junio de 2013     | 1     | 1:38   | Kansas City, Misuri     |                                                |
| Victoria  | 8–2    | Kevin Asplund    | Sumisión (americana)                | Titan FC 25                                | 7 de junio de 2013      | 2     | 1:23   | Fort Riley, Kansas      |                                                |
| Derrota   | 7–2    | James Thompson   | Decisión (unánime)                  | Super Fight League 3: Lashley vs. Thompson | 6 de mayo de 2012       | 3     | 5:00   | Nueva Delhi             |                                                |
| Victoria  | 7–1    | Karl Knothe      | Sumisión (americana)                | Shark Fights 21: Knothe vs. Lashley        | 11 de noviembre de 2011 | 1     | 3:44   | Lubbock, Texas          | Ganó el Campeonato Peso Pesado de Shark Fights |
| Victoria  | 6–1    | John Ott         | Decisión (unánime)                  | Titan FC 17                                | 25 de marzo de 2011     | 3     | 5:00   | Kansas City, Misuri     |                                                |
| Derrota   | 5–1    | Chad Griggs      | TKO (parada médica)                 | Strikeforce: Houston                       | 21 de agosto de 2010    | 2     | 5:00   | Houston, Texas          |                                                |
| Victoria  | 5–0    | Wes Sims         | TKO (golpes)                        | Strikeforce: Miami                         | 30 de enero de 2010     | 1     | 2:06   | Sunrise, Florida        | Debut en Strikeforce                           |
| Victoria  | 4–0    | Bob Sapp         | Sumisión (golpes)                   | FFI: Ultimate Chaos                        | 27 de junio de 2009     | 1     | 3:17   | Biloxi, Misisipi        |                                                |
| Victoria  | 3–0    | Mike Cook        | Sumisión técnica (guillotine choke) | MFC 21                                     | 15 de mayo de 2009      | 1     | 0:24   | Alberta                 |                                                |
| Victoria  | 2–0    | Jason Guida      | Decisión (unánime)                  | SRP: March Badness                         | 21 de marzo de 2009     | 3     | 5:00   | Pensacola, Florida      |                                                |
| Victoria  | 1–0    | Joshua Franklin  | TKO (parada médica)                 | MFA: There Will Be Blood                   | 13 de diciembre de 2008 | 1     | 0:41   | Miami, Florida          |                                                |

## Vida personal
Además de su carrera como deportista, Lashley ha estado involucrado en varias empresas comerciales. En 2007, abrió una tienda de batidos saludables. En julio de 2009, anunció el lanzamiento de la red de sitios web Lashley, que comprende su gimnasio oficial, tienda de nutrición y páginas de redes sociales. En un comunicado de prensa para el lanzamiento, Lashley afirmó que su objetivo era mantener su reputación y su nombre a la vista del público para poder alcanzar su objetivo de ser el mejor peleador de MMA.
Lashley estuvo casado con la exluchadora de WWE Kristal Marshall, con quien tuvo un hijo llamado Myles en 2008 y una hija llamada Naomi en 2011. Con su anterior esposa, tuvo su primera hija, Kyra, nacida en 2005.

## Campeonatos y logros

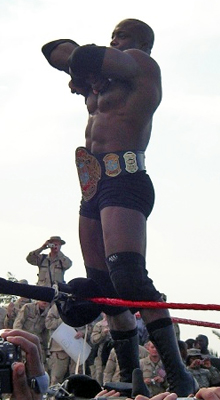
Lashley durante su primer reinado como Campeón Mundial de la ECW.

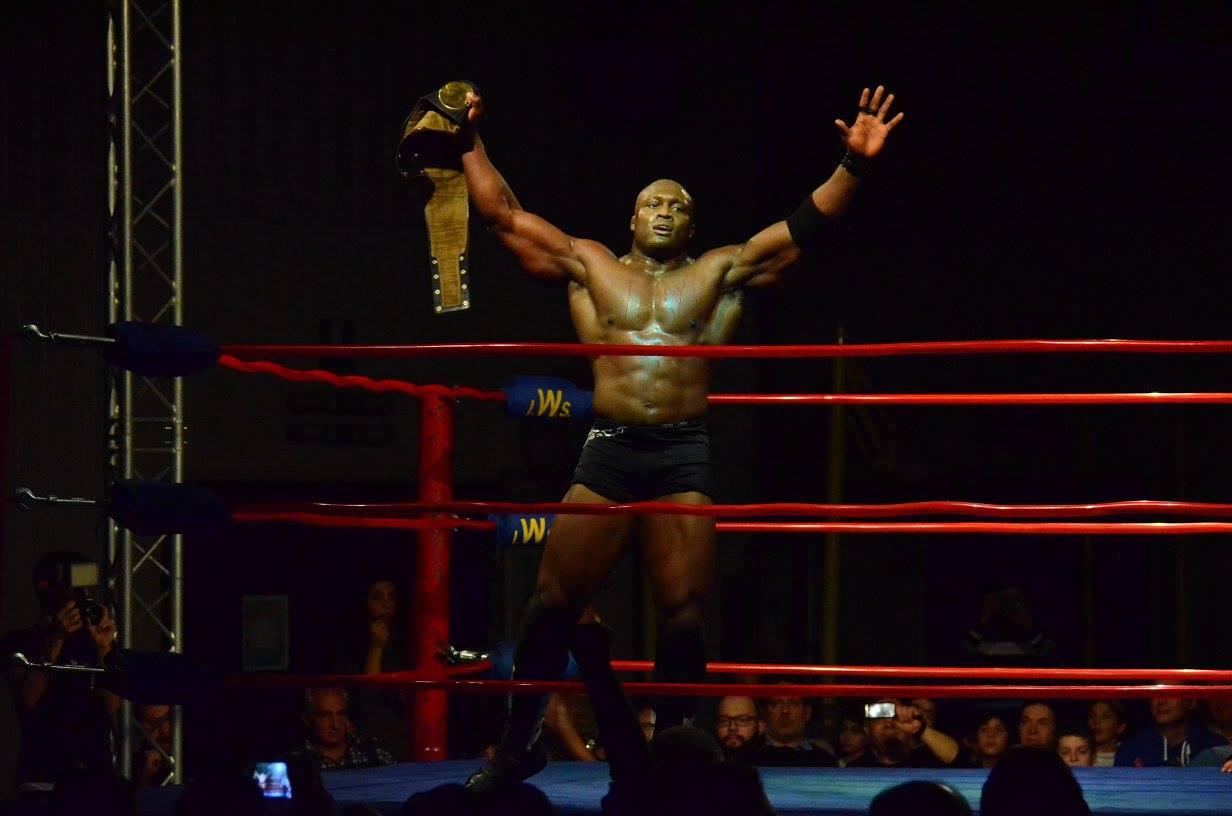
Lashley después de ganar el IWS Heavyweight Championship.

### Lucha libre olímpica
- - Missouri Valley College National Championship - en 1996, 1997 y 1998
  - NAIA National Wrestling Championship - en 1997 y 1998
  - South Atlantic Pro Wrestling

### Lucha libre amateur
- International Federation of Associated Wrestling Styles
  - NYAC Christmas Tournament Senior Freestyle Silver Medalist (2001)
- International Military Sports Council
  - CISM Armed Forces Championships Senior Freestyle Gold Medalist (2003)
  - CISM Armed Forces Championships Senior Freestyle Silver Medalist (2002)
  - CISM Military World Championships Senior Freestyle Silver Medalist (2002)
- USA Wrestling
  - Third in the USA World Team Trials Senior Freestyle (2003)
- National Association of Intercollegiate Athletics
  - NAIA All-American (1995, 1996, 1997, 1998)
  - NAIA Collegiate National Championship (1996, 1997, 1998)
- Kansas Wrestling Coaches Association
  - KWCA Collegiate Wrestler of the Year (1998)
- National High School Coaches Association
  - NHSCA Senior All-American (1994)
- Kansas State High School Activities Association
  - KSHSAA 6A All-State (1993, 1994)
  - KSHSAA 6A High School State Championship (1994)
  - KSHSAA 6A High School State Championship Runner-up (1993)

### Lucha libre profesional
- All Elite Wrestling/AEW
  - AEW World Tag Team Championship (1 vez, actuales) – con Shelton Benjamin
- Alabama Wrestling Federation
  - AWF Tag Team Championship (1 vez) – con The Boogeyman[89][90]

- Italian Wrestling Superstar
  - IWS Heavyweight Championship (1 vez)[91]

- Total Nonstop Action Wrestling/TNA
  - TNA World Heavyweight Championship (4 veces)
  - TNA X Division Championship (1 vez)
  - TNA King of the Mountain Championship (1 vez, último)

- World Wrestling Entertainment/WWE
  - WWE Championship (2 veces)
  - ECW World Championship (2 veces)
  - WWE Intercontinental Championship (2 veces)
  - WWE United States Championship (3 veces)
  - Elimination Chamber (2006)
  - Slammy Award (1 vez)
    - Trash Talker of the Year (2020) como The Hurt Business, compartido con Lacey Evans

  - André the Giant Memorial Battle Royal (Noveno ganador)

- Pro Wrestling Illustrated
  - PWI Debutante del año - 2005
  - PWI Luchador que más ha mejorado - 2006
  - Situado en el N°155 en los PWI 500 de 2005[92]
  - Situado en el N°51 en los PWI 500 de 2006[93]
  - Situado en el N°9 en los PWI 500 de 2007[94]
  - Situado en el Nº15 en los PWI 500 de 2014[95]
  - Situado en el Nº18 en los PWI 500 de 2015[96]
  - Situado en el Nº24 en los PWI 500 de 2016[97]
  - Situado en el Nº18 en los PWI 500 de 2017[98]
  - Situado en el Nº51 en los PWI 500 de 2018[99]
  - Situado en el Nº30 en los PWI 500 de 2019[100]
  - Situado en el Nº44 en los PWI 500 de 2020[101]
  - Situado en el Nº3 en los PWI 500 de 2021[102]
  - Situado en el Nº5 en los PWI 500 de 2022[103]
  - Situado en el Nº19 en los PWI 500 de 2023[104]

### Artes marciales mixtas
- Shark Fights
  - Shark Fights Heavyweight Championship (1 vez)

- Xtreme Fight Night
  - XFN Heavyweight Championship (1 vez)